# Tapacul de Tatamá
El tapacul de Tatamá (Scytalopus alvarezlopezi) és una espècie d'ocell de la família dels rinocríptids (Rhinocryptidae).

## Hàbitat i distribució
Habita el dens sotabosc de la selva nebulosa al vessant occidental desl Andes de Colòmbia.

## Taxonomia
Espècie de recent descripció.